# Oreca
 (octobre 2013).
Si vous disposez d'ouvrages ou d'articles de référence ou si vous connaissez des sites web de qualité traitant du thème abordé ici, merci de compléter l'article en donnant les références utiles à sa vérifiabilité et en les liant à la section « Notes et références ».
Oreca (ORganisation Exploitation Compétition Automobile) est au départ une écurie privée de course automobile française, fondée en 1972 et dirigée par Hugues de Chaunac. En 2024 le Groupe Oreca emploie plus de 200 salariés et est implanté sur trois sites, le premier près du circuit de Nevers Magny-Cours, le deuxième à Signes (Var) près du Circuit Paul Ricard et le dernier à Hong Kong. Son activité est axée sur la compétition, mais également sur l'ingénierie automobile, la préparation moteur, l'organisation d'événements sportifs et de stages de pilotage ainsi que la vente d'équipements et d'accessoires pour la compétition automobile.
Dès le début, Oreca a été un révélateur de jeunes talents et a permis à de nombreux pilotes de se lancer dans différentes disciplines du sport automobile, tels que Jacques Laffite, Jean Alesi, Thierry Boutsen, Alain Prost, Patrick Tambay, ou Didier Pironi dans le monde de la Formule 1, mais aussi Yvan Muller, Hubert Auriol, Alain Ferté, Eric Hélary, etc.

## Historique
En plus de 50 ans d'existence, Oreca s'est illustrée dans toutes les disciplines du sport automobile (rallyes, rallyes-raids, monoplace, endurance, GT...) souvent en partenariat avec de grands constructeurs comme BMW, Mazda, Chrysler, Audi, Citroën. Ses plus beaux succès comprennent la victoire au classement général aux 24 Heures du Mans 1991 avec Mazda, celle aux 24 heures de Daytona avec la Dodge Viper, trois titres de champion du monde FIA GT, deux titres en American Le Mans Series et un titre de Champion du monde Junior en rallye.

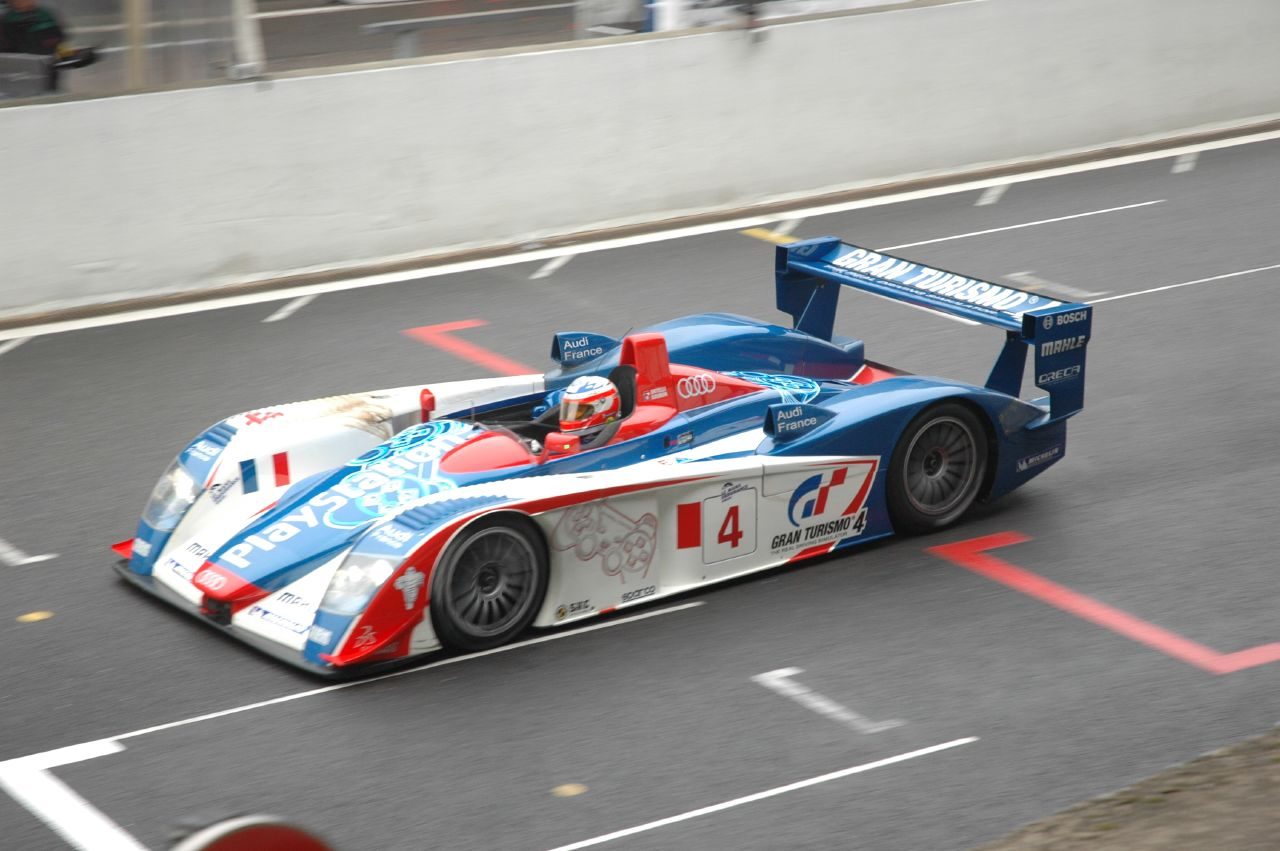
Une des Audi R8 utilisées par Oreca en 2005.
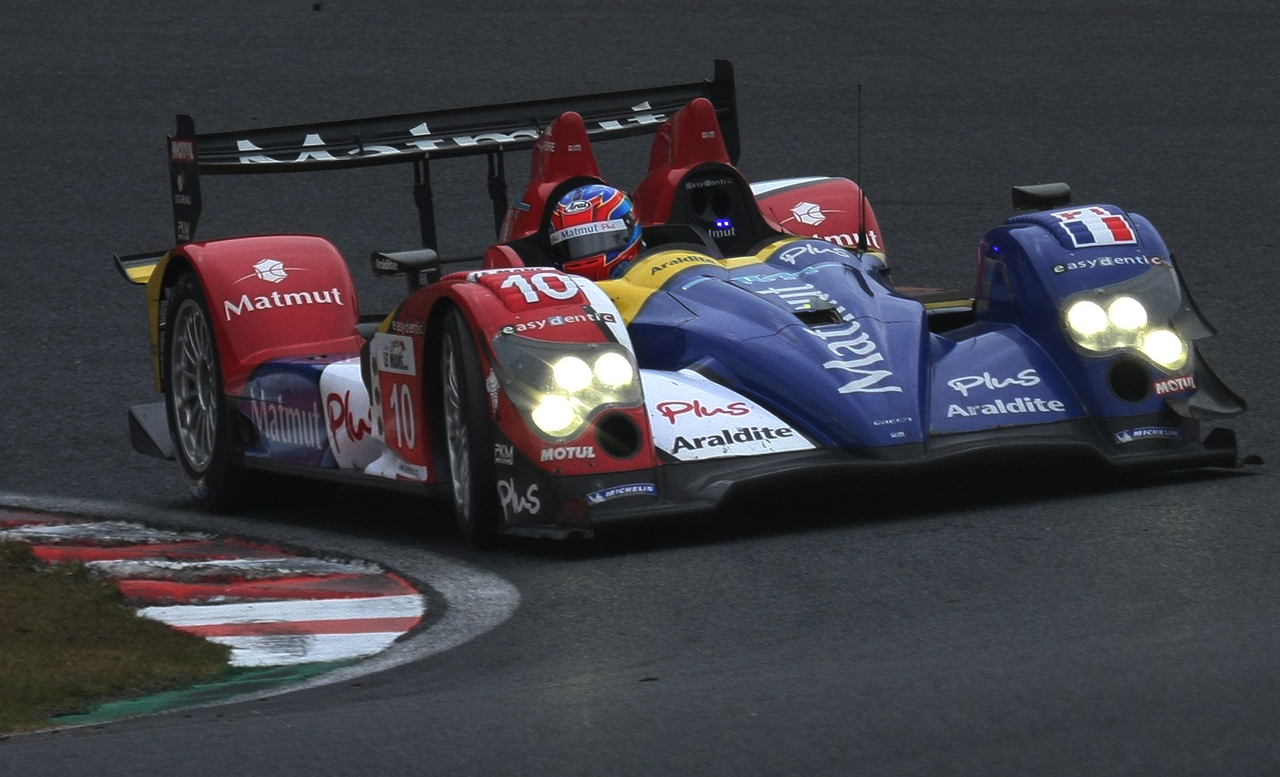
Oreca aux 1 000 km de Okayama en 2009.

### 1978: Formule 1
En 1978, Oreca se lance en Formule 1 avec Automobiles Martini, un constructeur français qui va dessiner et construire la voiture, le tout sous la direction de Tico Martini, fondateur de la marque. Oreca dispose d'un budget de 500 000 euros ainsi que de deux moteurs pour toute la saison. Douze personnes sont impliquées dans le projet et une seule monoplace est engagée. Il est décidé que la nouvelle Martini MK23-Ford sera pilotée par René Arnoux. Malgré de nombreux efforts, Oreca et Martini jettent l'éponge après avoir disputé sept Grand Prix.

### Depuis les années 1990: engagement en endurance
Le Team Oreca fait courir une Audi R8 aux 24 Heures du Mans 2005 avec l'appui d'Audi France. En 2006 et 2007, Oreca engage la Saleen S7R, une « supercar » américaine préparée dans ses ateliers, dans le championnat Le Mans Series, en FFSA GT et aux 24 Heures du Mans. Dès sa première course de FFSA GT en 2006, il remporte la victoire, puis consécutivement les championnats 2006 et 2007.
Après avoir racheté l'écurie Courage Compétition fin 2007, Hugues de Chaunac a franchi le cap, en devenant constructeur de voitures de courses. Depuis 2008, Oreca engage son propre prototype dans le championnat Le Mans Series. En 2009, il se classe à la cinquième place des 24 Heures du Mans, juste derrière les écuries d'usines que sont Peugeot, Audi et Aston-Martin, étant ainsi la première écurie privée au classement général. Quelques mois plus tard, Oreca confirme, en remportant la victoire aux 1 000 km de Silverstone 2009. Toutefois, le niveau de performance affiché par l'Oreca 01 s'avère légèrement en dessous de celui des coupés Lola et des Pescarolo P01 dans les courses des Le Mans Series et aux 24 Heures du Mans, malgré un gros travail de développement (changement d'aérodynamique plusieurs fois dans la saison). L'objectif premier étant d'obtenir la victoire avec une voiture construite et développée par Oreca ne sera pas atteint.
Le 17 décembre 2009, l'écurie annonce la signature d'un partenariat à long terme avec Peugeot Sport. Cet accord comporte la mise à disposition en 2010 d'une Peugeot 908 HDi FAP pour les 24 Heures du Mans et le championnat Le Mans Series, puis en 2011 la fourniture de moteurs pour la future voiture Oreca 02.
Toutefois, en août 2010, Hugues de Chaunac annonce que le projet de l'Oreca 02 est stoppé.
La saison 2010 apporte à l'écurie le titre en Le Mans Series et permet à Stéphane Sarrazin de remporter le titre Pilotes. Mais l'année n'a pas amené les résultats escomptés, en effet la méconnaissance de la voiture et les problèmes de fiabilité ont obligé l'équipe à jouer la montre pour bien figurer (arrêt de l'Oreca 01 la précédent au Circuit Paul Ricard, afin de glaner quelques points, démarrage des stands pour passer la ligne d'arrivée en Hongrie), cela permettant à des voitures censées être moins performantes de tirer leur épingle du jeu[pas clair].
En 2011, une Peugeot 908 HDi FAP est engagée en Intercontinental Le Mans Cup et remporte la première course de la saison, les 12 Heures de Sebring. Oreca lance aussi une nouvelle voiture, l'Oreca 03, destinée à répondre à la nouvelle réglementation de la catégorie LMP2.
En 2012, Oreca apporte son soutien opérationnel à Toyota Motorsport GmbH pour son engagement en championnat du monde d'endurance, sur un prototype hybride essence conçu en Allemagne, dont les premiers roulages débutent en décembre 2011. Par contre, l'écurie n'aligne pas d'Oreca 03 officielle en LMP2 dans ce même championnat. D'autre part, Skoda France commandite Oreca pour l'engagement de modèles Fabia dans le Trophée Andros.
2013 marque l'année du 40e anniversaire d'Oreca, ce qui en fait aujourd'hui l'une des plus anciennes écuries de sport automobile. Si Oreca est toujours partenaire de Toyota Motorsport GmbH, l'écurie varoise lance également un programme « clés en main » proposant des Formula Le Mans dans le championnat European Le Mans Series.

### Activités diverses
En 2008, Oreca ouvre une activité de vente en ligne en créant la boutique Oreca-Store.com, qui se spécialise dans la vente d’équipement et pièces détachées destinés aux pratiquants de sport automobile.

## Écurie
Dans les années 1970 et 1980, des pilotes dont Alain Prost, Jacques Laffite et Jean Alesi ont remporté le Championnat de France de Formule 3 pour l'équipe avec un record de 11 titres.
Dans les années 1990, Oreca a mené une opération BMW dans le Championnat de France de Supertourisme.  Elle a également remporté le FIA GT Championship et les 24 Heures du Mans dans la catégorie GT2 avec une Chrysler Viper GTS-R et au général avec une Mazda 787B en 1991,leur deuxième tentative et la première après une décennie.
De plus, l'équipe a préparé la Renault Clio S1600 pour le rallye et a remporté la Trophée Andros avec une Toyota Corolla pilotée par Alain Prost.
Dans les années 2000, Oreca a aidé Renault Sport à construire la nouvelle Mégane V6 pour la Renault Eurocup Mégane Sport et à aligner une Audi R8 aux 24 Heures du Mans 2005 avec le soutien de Audi France. Également en 2006, Oreca a engagé la Saleen S7R dans le championnat Le Mans Series. L'Oreca Saleen S7R remportera l'épreuve de Spa-Francorchamps.
Oreca a travaillé en étroite collaboration avec Dodge sur la version compétition de la Dodge Viper, produisant plus de 100 voitures client au cours de la période 2006-2007 selon la spécification GT3.
Oreca a inscrit une Peugeot 908 HDi FAP client aux 24 Heures du Mans 2010, ainsi que pour le reste des courses des Le Mans Series, remportant la victoire au classement général sur l'Autódromo Internacional do Algarve et le championnat général devant les équipes d'usine Peugeot.
En 2011, Oreca a remporté la course des 12 Heures de Sebring alors qu'elle utilisait toujours la Peugeot 908 HDi-FAP, version plus utilisée par l'écurie officielle depuis la fin de la saison précédente.
En 2012, Oreca a été sélectionnée pour développer la Toyota TS030 Hybrid LMP1 avec le soutien de Toyota Motorsport GmbH dans le cadre du Championnat du Monde d'Endurance de FIA (y compris les 24 Heures du Mans). La voiture a montré une vitesse prometteuse mais n'a pas terminé au Mans en raison d'un grave accident impliquant une voiture et de problèmes mécaniques mettant l'autre sur la touche.

## Palmarès

### Endurance et GT
- Vainqueur des 24 Heures du Mans 1991 en support de Mazdaspeed (Mazda 787B)
- Vainqueur des 24 Heures du Mans, catégorie GT, en 1998, 1999 et 2000 avec Chrysler
- Vainqueur des 24 Heures du Mans catégorie LMP2 en 2015 avec l'écurie KCMG (Oreca-Nissan)
- Vainqueur des 24 Heures du Mans 2018 en support du Toyota Gazoo Racing (Toyota TS050 Hybrid)
- Vainqueur des 24 Heures de Daytona en 2000 avec Dodge
- Vainqueur des 12 Heures de Sebring en 2011 avec la Peugeot 908 HDi FAP
- Vainqueur des 1 000 kilomètres de Silverstone en 2005 et 2009
- Champion du Monde FIA GT en 1999 avec Chrysler, et FIA GT2 en 1997 et 1998
- Champion American Le Mans Series, catégorie GT, 1999 et 2000 avec Dodge

### Monoplace
- Champion de France F3 en 1978 et 1979 avec Alain Prost, 1983 avec Michel Ferté, 1984 avec Olivier Grouillard, 1985 avec Pierre-Henri Raphanel, 1986 avec Yannick Dalmas, 1987 avec Jean Alesi, 1988 avec Érik Comas et 1989 avec Jean-Marc Gounon
- Champion d'Europe F2 en 1975 avec Jacques Laffite et en 1977 avec René Arnoux
- Champion d'Europe F3 en 1979 avec Alain Prost
- Vainqueur du Grand Prix de Monaco F3 en 1977, 1979, 1981, 1982, 1983, 1985 et 1986
- Champion de France Formule Renault en 1984 avec Yannick Dalmas

### Supertourisme et Glace
- Champion du Monde de Supertourisme (WTCC) en 2008 avec Yvan Muller
- Champion de France de Supertourisme en 1995 avec Yvan Muller
- Champion de France de Supertourisme Classement B en 1995 avec Stéphane Ortelli
- Vainqueur du Trophée Andros en 1995-1996 et 1996-1997, classement Pilotes avec Yvan Muller et classement Constructeurs avec BMW
- Vainqueur du Trophée Andros en 2011-2012, classement Constructeurs avec Skoda

### Rallye
- Champion du monde Junior des Rallyes 2003 avec Brice Tirabassi
- Champion d'Europe des Rallyes en 2004 avec Simon Jean-Joseph
- Champion de France des Rallyes 2002 avec Brice Tirabassi, et 2003 avec Simon Jean-Joseph
- Champion d'Espagne des Rallyes en 2004 avec Alberto Hevia
- Champion d'Allemagne des Rallyes en 1985 avec Kalle Grundel (Peugeot 205 T16)

### Rallye-Raid et Rallycross
- Vainqueur du Rallye des Pharaons en 1990 (Lada Samara T3)
- Champion de France Rallycross en 1988 avec Guy Fréquelin, et en 1989 avec Philippe Wambergue
- Champion d'Espagne de Rallye-Raids en 1992 avec Salvador Servià
- Champion du monde de rallycross en 2015 avec Peugeot Sport

## Pilotes
- Laurent Aïello
- Jean Alesi
- Philippe Alliot
- Didier André
- Seiji Ara
- René Arnoux
- Hubert Auriol
- Soheil Ayari
- Mauro Baldi
- Bernard Béguin
- Justin Bell
- Jean-Philippe Belloc
- Paul Belmondo
- Anthony Beltoise
- Olivier Beretta
- Nicolas Bernardi
- Frank Biela
- Thierry Boutsen
- Philippe Bugalski
- Alex Caffi
- Johnny Cecotto
- Emmanuel Clérico
- Jonathan Cochet
- Larry Cols
- Erik Comas
- Yannick Dalmas
- Bernard Darniche
- Jean-Philippe Dayraut
- Christophe Dechavanne
- Pierre Dieudonné
- David Donohue
- Marc Duez
- Romain Dumas
- Dominique Dupuy
- Loïc Duval
- Teo Fabi
- Marcel Fässler
- Alain Ferté
- Michel Ferté
- Alain Ferté
- Guy Forget
- Guy Fréquelin
- Philippe Gache
- Bertrand Gachot
- Marc Gené
- Jean-Marc Gounon
- Laurent Groppi
- Olivier Grouillard
- David Hallyday
- Éric Hélary
- Johnny Herbert
- Alberto Hevia
- Patrick Huisman
- Jacky Ickx
- Jean-Pierre Jabouille
- Max Jean
- Simon Jean-Joseph
- Stefan Johansson
- Dominik Kraihamer
- Thierry Boutsen
- Jacques Laffite
- Margot Laffite
- Franck Lagorce
- Pedro Lamy
- Nicolas Lapierre
- Henri Leconte
- Jean-Pierre Malcher
- Perry McCarthy
- Allan McNish
- Nicolas Minassian
- Justine Monnier
- Franck Montagny
- Tiago Monteiro
- Yvan Muller
- Gilles Nantet
- Raymond Narac
- Stéphane Ortelli
- Simon Pagenaud
- Olivier Panis
- Didier Pironi
- Alexandre Prémat
- Alain Prost
- Nicolas Prost
- Dieter Quester
- Pierre-Henri Raphanel
- James Ruffier
- Stéphane Sarrazin
- Jean-Louis Schlesser
- Bruno Senna
- Alain Serpaggi
- Salvador Servià
- Marc Sourd
- Patrick Tambay
- Marcel Tarrès
- Yojiro Terada
- David Terrien
- Didier Theys
- James Thompson
- Brice Tirabassi
- Benoît Tréluyer
- Michel Trollé
- Jacques Villeneuve
- Vincent Vosse
- Philippe Wambergue
- Volker Weidler
- Karl Wendlinger
- Pierre Yver

## Modèles
- Oreca 01 (2009)
- Oreca FLM09 (2009)
- Oreca 03 (2011)
- Oreca 05 (2015)
- Oreca 07 (2017)